# Гачаг Наби (эпос)
«Гачаг Наби» (азерб. Qaçaq Nəbi) — азербайджанский дастан, созданный и впервые опубликованный в 1941 году литературоведом Ахлиманом Ахундовым. Эпос повествует об азербайджанском народном герое Гачаге Наби, который посвятив жизнь своему народу, боролся против царских чиновников (Российская империя) и власти имущих в течение 21 года.

## Содержание
Эпос «Гачаг Наби» повествует о народном мстителе, легендарном азербайджанском герое гачаге Наби — простом деревенском парне, смелым и независимым, которого порядки царского времени заставили взять в руки оружие и защищать простой народ. Со временем он стал опытным воином, предводителем большого отряда вооруженных людей — гачагов, его банда в течение двадцати лет держала в страхе всю царскую администрацию и беков.

## Публикация и перевод
Сага впервые была издана в Баку в 1941 году на кириллице, а второй раз — в 1961 году издательством «Азернешр». Она была издана на латинице в 2009 году под издательством «Чираг» на 440 страницы и в 2016 году издательством «Баку Китаб Клубу» на 504 страницы.